# Megaron

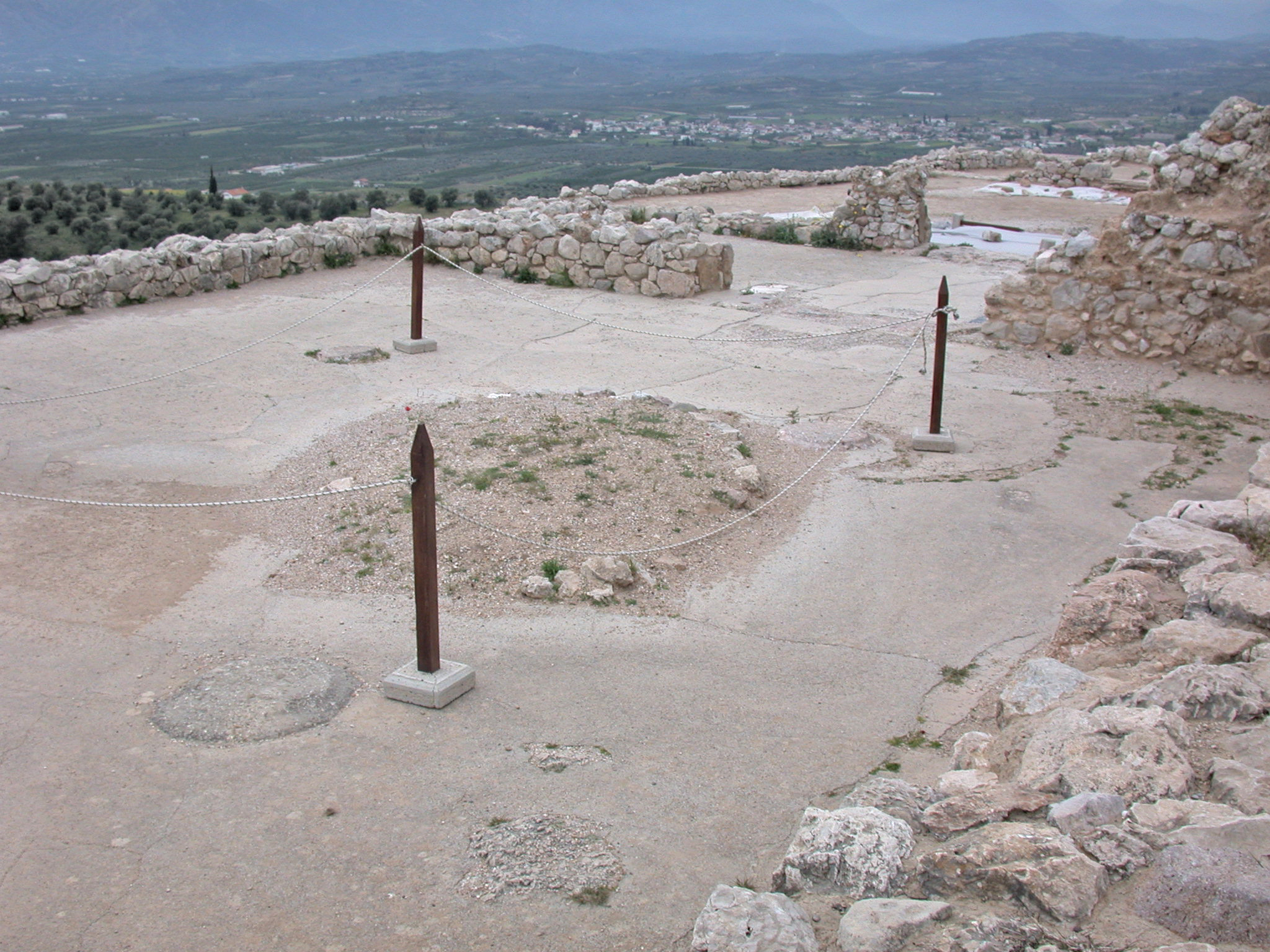
A mükénéi megaron romjai.

A megaron (görögül: μέγαρον) a mükénéi palotakomplexumok fő csarnoka. Rendszerint négyszögletű, főhomlokzatán nyitott kapuval. A tetején egy nyílás biztosította a nappali megvilágítást és a szellőzést. Az építészettörténet a megaront tekinti az ókori görög templomok elődjének. Elsősorban szórakoztatási célokra vagy tanácsteremnek használták. Rendszerint színes falai voltak, a fagerendákból készült tetőt oszlopok tartották. A tetőt gyakran kerámialapokkal borították. Az egyik leghíresebb megaron Tirünsz palotájában található.

## Fordítás
- Ez a szócikk részben vagy egészben  a   Megaron című angol Wikipédia-szócikk ezen változatának fordításán alapul.  Az eredeti cikk szerkesztőit annak laptörténete sorolja fel. Ez a jelzés csupán a megfogalmazás eredetét és a szerzői jogokat jelzi, nem szolgál a cikkben szereplő információk forrásmegjelöléseként.